# Luvisol
Luvisol je referenční třída půd v Taxonomickém klasifikačním systému půd České republiky. Luvisoly jsou zonální půdy navazující na černozemě a vytvořené převážně ze středně těžkých až těžkých většinou čtvrtohorních sedimentů (spraše, sprašové a různé polygenetické hlíny, materiál základních morén). Proto jejich nejvýznačnější areály leží v nížinách a kotlinách. Vyznačují se luvickým diagnostickým horizontem s více či méně výrazným horizontem eluviace jílu, přičemž výrazněji okyselené jsou jen eluviální části profilu. Luvisoly mají mělové a moderové formy humusu.
Luvisoly vznikají illimerizací, kdy dojde ke ztrátě karbonátů a poté při určitém poklesu pH dojde k uvolnění a posunu koloidů, které se vyschnutím půdy usadí.
Do referenční třídy luvisoly náleží půdní typy šedozem, hnědozem a luvizem.

## Šedozem SE
Šedozemě se vyskytují lokálně na periferii rozšíření černozemí, kde je již vlhčí podnebí a výrazně se vážou na spraše. Šedozemě se vyznačují hlubokým šedým melanickým horizontem, jenž může být omezen pouze na současnou ornici, a luvickým horizontem s argilany. Možný je též výraznější eluviální horizont u půdy neovlivněné orbou.
Původní vegetací je lesostep.
Hlavním půdotvorným procesem je intenzivní humifikace a illimerizace.
Stratigrafie půdního profilu: Ap – Ame – Bth – Ck
Subtypy: modální, rubická, oglejená.

## Hnědozem HN
Hnědozem vzniká na spraších a sprašových hlínách, méně pak na polygenetických svahovinách v rovinatém či mírně zvlněném reliéfu v nižším stupni pahorkatin. Podnebí je obvykle vlhčí než u černozemních oblastí. Hnědozemě se vyznačují mírně vysvětleným eluviálním horizontem, který přechází bez záteků do homogenně hnědého luvického horizontu s polyedrickou strukturou. Některé hnědozemě mají hlinitou ornici, ale jílovitohlinité podorničí, které se pak příznivě uplatňuje ve vodním režimu.
Hnědozemě mají slabě kyselou až neutrální reakci, jsou sorpčně nasycené, mají příznivé složení humusu a středně těžkou až těžkou zrnitost. V suchých letech mohou hnědozemě dávat větší výnosy než černozemě, které trpí nedostatkem vláhy.
Původní vegetací jsou doubravy a habrové doubravy. Hlavním půdotvorným procesem je illimerizace.
Stratigrafie půdního profilu:
- zemědělsky využívané: O – Ah nebo Ap – Bt – B/C – Ck,
- lesní: O – Ah nebo A – Ev – Bt – B/C – Ck.

Subtypy: modální, luvická, rubifikovaná, oglejená, pelická.

## Luvizem LU
Dříve byly luvizemě nazývány illimerizované půdy. Vznikají z prachovic, polygenetických hlín i lehčích substrátů v rovinatém a mírně zvlněném terénu pahorkatin; podnebí je již značně humidnější. Profil je diferencován na výrazně vybělený eluviální horizont přecházející klínovitými záteky do degradovaného luvického horizontu s prismatickou strukturou. Vybělený eluviální horizont se vyznačuje častým oglejením, zatímco luvický horizont Btd obohacením jílem.
Zrnitostně jde o středně těžké a těžší půdy (těžší zejména ve spodinách). Obsah humusu je střední a jeho kvalita je méně příznivá. Fyzikální vlastnosti (zejména ve zhutnělém luvickém horizontu) jsou značně nepříznivé (malé provzdušnění).
Původní vegetací jsou kyselé doubravy a lučiny. Hlavním půdotvorným procesem je výrazná illimerizace.
Stratigrafie půdního profilu: Ah – El – Btd – BC – C nebo Ap – E – Bt – C
Subtypy: modální, oglejená.